# Stilbopteryx mouldsorum
Stilbopteryx mouldsorum är en insektsart som beskrevs av Courtenay N. Smithers 1989. Stilbopteryx mouldsorum ingår i släktet Stilbopteryx och familjen myrlejonsländor. Inga underarter finns listade i Catalogue of Life.